# 羅伯遜縣 (北卡羅萊納州)
羅伯遜县（英語：Robeson County）是美國北卡羅萊納州中南部的一個縣，南界南卡羅萊納州。面積2,463平方公里。根据美國2000年人口普查，共有人口123,339人。縣治蘭伯頓（Lumberton）。
成立於1784年4月18日。縣名紀念美國獨立戰爭時期軍官湯瑪斯·羅伯遜上校 （Thomas Robeson）。